# Kruhoočko černouzdičkové
Kruhoočko černouzdičkové (Zosterops albogularis) je vyhynulý druh pěvce z čeledi kruhoočkovití (Zosteropidae).

## Systematika
Krouhoočko možná prvně pozorovala již posádka z druhé plavby Jamese Cooka, která objevila ostrov Norfolk v roce 1774: v lodním deníku Jamese Cooka lze totiž najít zmínku o malých ptácích, jimiž mohla být právě tato kruhoočka. Popisnou autoritou tohoto druhu je ale až britský ornitolog John Gould, jenž jej v roce 1837 popsal pod stále platným vědeckým jménem Zosterops albogularis. Druhové jméno albogularis, vycházející z latiny, neodpovídá českému druhovému jménu: znamená bělohrdlý (albus = bílý, gularis = hrdlo).

## Popis
Kruhoočko černouzdičkové dosahovalo délky těla 13–14 cm, což z něj dělalo druhé největší kruhoočko po kruhoočku velkém (Zosterops strenuus). Přítomností bílého očního kroužku se jednalo o typického zástupce kruhooček. Zbarvení se pohybovalo v olivově zelených odstínech, které na hlavě přecházely do jasně zelené. Spodní partie byly bělavé, s rezavým opeřením na bocích a žlutavou spodní stranou ocasu. Zobák a končetiny měly načernalé zbarvení.

## Ekologie a chování
Kruhoočko černouzdičkové se endemitně vyskytovalo na ostrově Norfolk. Šlo o lesní druh, obýval zdejší porosty zahrnující mj. stromy druhů Lagunaria patersonia, Sophora howinsula, Araucaria heterophylla a jiné. Kruhoočka žila výhradně v nedotčených pralesích bez invazních plevelných rostlin, nicméně ještě na začátku 20. století se odvažovala i do zahrad. O jejich chování je známo jen minimum informací. Žila jednotlivě nebo v párech, ale zdokumentovaný životní styl mohl být prostým důsledkem vzácnosti. Jindy se totiž přidružovala do hejn jiných kruhooček, včetně nepůvodního kruhoočka australopacifického (Zosterops lateralis). Kruhoočko černouzdičkové bylo také zdatným hlasovým imitátorem nepůvodního ptactva, včetně kosů a drozdů. Ve srovnání s jinými zástupci svého rodu se však jednalo o tišší druh, lidskému uchu libě zpívali zejména samotářští jedinci. Kruhoočka se živila hmyzem a ovocem a hnízdila mezi říjnem a prosincem.

## Vyhynutí
V době svého vědeckého popisu představovalo kruhoočko černouzdičkové druh hojně rozšířený po celém ostrově. Norfolk však začal být využíván jako trestanecká kolonie a zejména mezi lety 1825 a 1855 přišel o většinu původních lesů, kvůli čemuž došlo k vytlačení kruhooček do zbývajích neodlesněných oblastí okolo vrchu Mount Pitt. Zde přežívala již od začátku 20. století, byť stále v hojných počtech. Mezinárodní svaz ochrany přírody za nejvýznamnější ohrožující faktor považuje až zavlečení krys obecných v průběhu 40. let 20. století, k čemuž se přidaly i další hrozby, jako je predace ze strany koček, konkurence od kruhooček australopacifických (na ostrov se dostaly roku 1904) a další odlesňování.
Populace kruhooček černouzdičkových činila již roku 1962 méně než 50 ptáků. Vyhlášení Norfolk Island National Park v roce 1986 přišlo v době, když byl druh již na funkčně vyhynulý – na konci 70. let byli pozorováni pouze čtyři ptáci. Sporá a špatně zdokumentovaná pozorování sahají až do začátku 21. století, s posledními záznamy v roce 2009. Poněvadž se navzdory pečlivým terénním studiím probíhajícím od roku 2017 nepodařilo ptáka znovu objevit, Mezinárodní svaz ochrany přírody jej roku 2024 zařadil mezi vyhynulé druhy.